# 阿部幸男
阿部 幸男（あべ ゆきお、1919年〈大正8年〉10月20日 - 2008年〈平成20年〉3月2日）は、日本の経営評論家。専門はコンビニエンスストア経営。

## 経歴
1919年、新潟県五泉市に生まれる。1941年に東京大学文学部心理学科を卒業したのち、1945年に雪印乳業に入社。研修センター主幹、研修センター所長を歴任し、定年退職した。1970年代前半から海外のコンビニエンスストアを日本に紹介し多数の著作を残したほか、中小企業庁コンビニエンスストアマニュアル委員、農林省食品小売業経営合理化推進委員などを歴任した。2008年に死去。

## 著書
- 『発展するコンビニエンスストア――アメリカ食品流通のルーキー』日本食糧新聞社、1971年。
- 『日本で伸びるコンビニエンスストア』日本食糧新聞社、1972年。
- 『コンビニエンスストアの手引――新しい商店経営』日本経営出版会、1973年。
- 『コンビニエンス戦略』ビジネス社、1975年。
- 『目で見るコンビニエンスストア――CVSの経営と優秀30選』日本食糧新聞社、1976年。
- 『コンビニエンス開店全書――加盟・独立・運営マニュアル』ビジネス社、1978年。
- 『コンビニエンス参入成長戦略』ビジネス社、1981年。
- 『単独店コンビニエンス成功戦略――ローカル・チェーンへの道』ビジネス社、1986年。
- 『コンビニエンス・マニュアルの作り方と活かし方――運営・開発・指導』ビジネス社、1989年。